# Acrida
Acrida is een geslacht van rechtvleugeligen uit de familie van de veldsprinkhanen (Acrididae). De wetenschappelijke naam is gepubliceerd in 1758 door Linnaeus in de tiende editie van Systema naturae.

## Soorten
Het geslacht omvat de volgende soorten:
- Acrida acuminata Stål, 1873
- Acrida anatolica Dirsh, 1949
- Acrida antennata Mishchenko, 1951
- Acrida bara Steinmann, 1963
- Acrida bicolor Thunberg, 1815
- Acrida cinerea Thunberg, 1815
- Acrida confusa Dirsh, 1954
- Acrida conica Fabricius, 1781
- Acrida coronata Steinmann, 1963
- Acrida crassicollis Chopard, 1921
- Acrida crida Steinmann, 1963
- Acrida curticnema Liu, 1981
- Acrida exaltata Walker, 1859
- Acrida excentrica Woznessenskij, 1998
- Acrida exota Steinmann, 1963
- Acrida formosana Steinmann, 1963
- Acrida fumata Steinmann, 1963
- Acrida gigantea Herbst, 1786
- Acrida granulata Mishchenko, 1951
- Acrida gyarosi Steinmann, 1963
- Acrida herbacea Bolívar, 1922
- Acrida hsiai Steinmann, 1963
- Acrida incallida Mishchenko, 1951
- Acrida kozlovi Mishchenko, 1951
- Acrida liangi Woznessenskij, 1998
- Acrida lineata Thunberg, 1815
- Acrida madecassa Brancsik, 1893
- Acrida maxima Karny, 1907
- Acrida montana Steinmann, 1963
- Acrida oxycephala Pallas, 1771
- Acrida palaestina Dirsh, 1949
- Acrida propinqua Burr, 1902
- Acrida rufipes Steinmann, 1963
- Acrida shanghaica Steinmann, 1963
- Acrida subtilis Burr, 1902
- Acrida sulphuripennis Gerstaecker, 1869
- Acrida testacea Thunberg, 1815
- Acrida tjiamuica Steinmann, 1963
- Acrida turrita Linnaeus, 1758
- Acrida ungarica Herbst, 1786
- Acrida willemsei Dirsh, 1954